# Imesi-Ile
Imesi-Ile és una ciutat de Nigèria a l'estat d'Osun, situada en un paisatge muntanyós a la zona d'Ijesa al país ioruba. És a prop (37 quilòmetres) d'Ilesa i també (31 quilòmetres) d'Osogbo (capital de l'estat), a una altitud de 518 metres sobre del nivell del mar. És una de les principals ciutats de la regió d'Ijesa, i administrativament forma part de l'àrea d'administració local d'Obokun de l'estat d'Osun.

## Història
La ciutat es creu que va ser fundada al segle xii (un dels més antics assentaments en terra ioruba). Es creu que el lloc actual de la ciutat hauria estat poblat pels nupes, però els colons originals nupes finalment es van desplaçar cap al nord de la moderna Nigèria, deixant només unes poques restes dels seus descendents enrere. Els primers colons que van venir i van fundar la present Imesi-Ile vers el 1126 van ser els Oloja, els Odunmorun, i els Eye. Els patriarques Oloja i els Odunmorun, sent germanastres d'Ondo, van obtenir una posició de preeminència fins avui dia a Imesi. Tot i que les dues famílies estan gairebé extingides o barrejades amb altres famílies de la ciutat, la influència es manté fins avui dia i encara gaudeixen del reconeixement i el respecte tradicional de la comunitat. La ciutat és actualment un gresol dels descendents dels colons originals i d'una varietat de pobles iorubes incloent Igbajo, Ila-Orangun, Iresi, Otan, Esa-Oke, Okemesi, Ile-Ife, Efon-Alaiye, Ijero-Ekiti, Ido-Ekiti i altres poblacions ekitis, d'Oy, Benín i altres llocs.
La guerra de Kiriji també anomenada guerra d'Ekitiparapo, que va durar des 1877 a 1886, va ser la darrera gran guerra tribal al país ioruba; els camps teatre de la guerra es troben en una zona de terra entre Imesi-Ile al país Ijesha i Igbajo (una altra ciutat històrica, a només sis quilòmetres d' Imesi-Ile) a l'estat d'Osun. El Tractat de Pau que va posar fi a aquesta guerra va ser negociada pel governador Alfred Moloney, governador colonial britànic de Lagos, assistit pel reverend Samuel Johnson i el reverend Charles Philips. Tot i que el tractat va ser datat el 4 de juny de 1886 va ser signat per totes les parts principals en diversos dies entre juny de 1886 i setembre de 1886. Aquest tractat signat a Imesi-Ile va ser significatiu perquè va representar el primer intent dels iorubas per establir una constitució per a una convivència pacífica entre els iorubes dels diversos regnes. Avui en dia, les relíquies de la guerra, jaciments arqueològics i llocs monumentals abunden en Imesi-Ile, i atreuen l'atenció dels turistes i arqueòlegs. El cristianisme fou introduït el 1900 i ràpidament acceptat.

## Regne tradicional
El monarca tradicional és l'Owa-Ooye d'Imesi-Ile, assistit per un consell de caps tradicionals; dirigeix els afers habituals de la ciutat. El primer Owa Ooye de la ciutat fou Saga, també anomenat Owa Ooye Jalorun, que era un príncep procedent d'Ile-Ife i germà d'Owa d'Ilesa. Des de llavors 43 obes han governat la ciutat sent els més recents: 
- Oba Ajetumobi 1900-1928
- Oba Ajiboye Ariyowonye 1929-1965
- Oba Rufus Olanipekun Adegbola Fabunmi III 1967-1983
- Oba Richard Makanjuola Adebiyi II 1983-2004
- Oba Enoch Ademola Akinyemi, Oyoyo II 2006-